# Englishtown (New Jersey)
Pour les articles homonymes, voir Englishtown.
Englishtown est une municipalité américaine située dans le comté de Monmouth au New Jersey.

## Géographie
La municipalité d'Englishtown s'étend sur 0,59 mille carré (1,53 km2) dont 0,02 mille carré (0,05 km2) d'étendues d'eau. Elle constitue une enclave au sein de Manalapan Township (en).

## Histoire

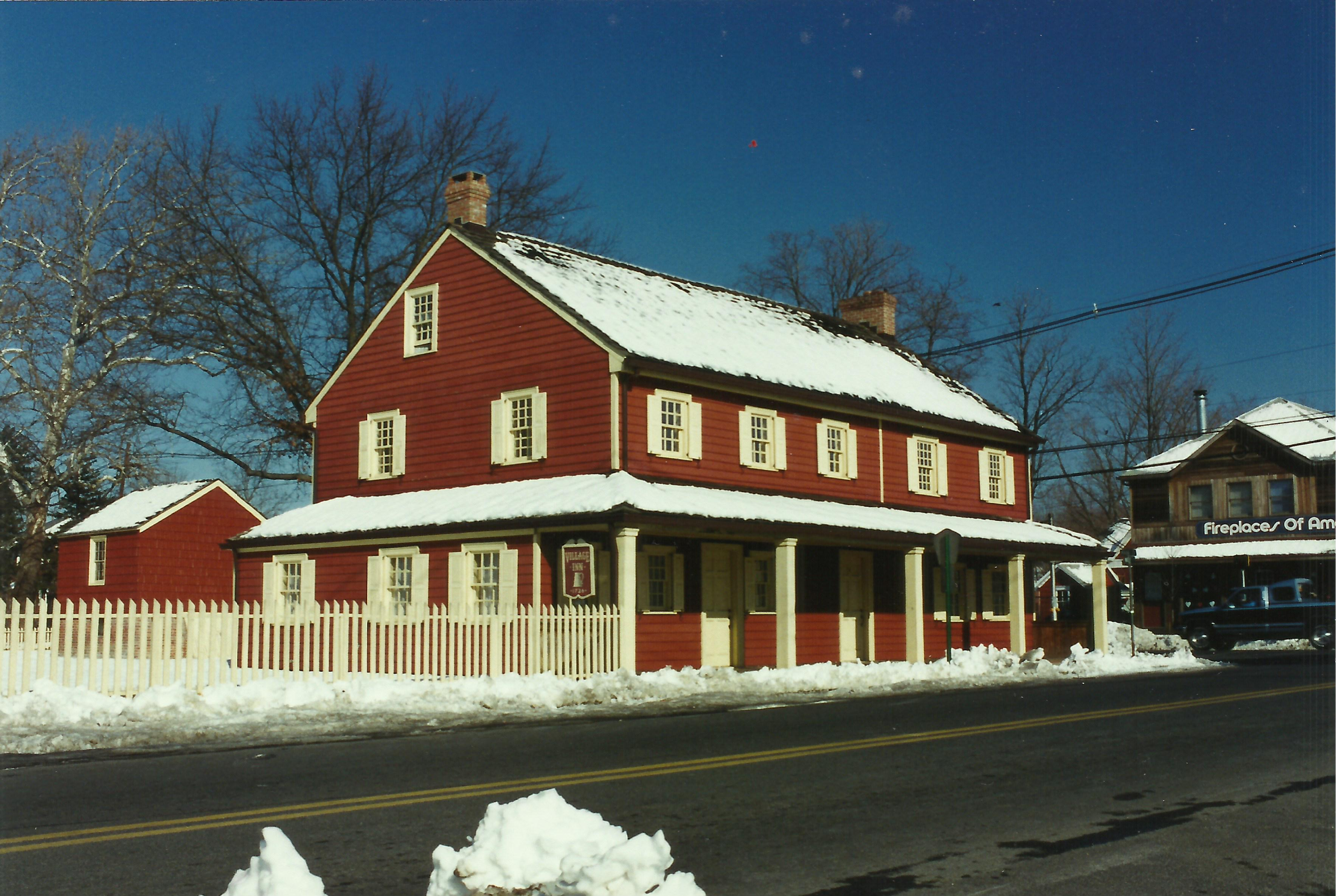
Le Village Inn.

En 1688, l'anglais James Johnston acquiert des terres qui deviendront Englishtown. Au début du XVIIIe siècle, la famille English achètent ces terres, qui portent aujourd'hui le nom de James English. La localité, située sur la route principale entre Freehold et le comté de Middlesex, devient un centre d'export pour les campagnes environnantes.
En 1778, durant la bataille de Monmouth, Englishtown est le quartier général du général Charles Lee, qui réside au Village Inn. C'est également dans cette auberge que George Washington signe l'ordre d'arrestation de Lee. Le bâtiment, dont la partie la plus ancienne du bâtiment date de 1732, est inscrit au Registre national des lieux historiques.
Englishtown devient un borough indépendant du township de Manalapan (en) le 4 janvier 1888, le lendemain du référendum actant sa création.

## Démographie
Lors du recensement de 2010, la population d'Englishtown est de 1 847 habitants.